# اچ‌ام‌اس ال۲۷
اچ‌ام‌اس ال۲۷ (به انگلیسی: HMS L27) یک زیردریایی بود که طول آن ۲۲۸ فوت (۶۹ متر) بود. این زیردریایی در سال ۱۹۱۹ ساخته شد.